# أنتوني فرانشيوسا
أنتوني فرانشيوسا (بالإنجليزية: Anthony Franciosa) مواليد 25 أكتوبر 1928 في نيويورك، الولايات المتحدة - الوفاة 19 يناير 2006 في لوس أنجلوس، هو ممثل أمريكي بدأ مسيرته الفنية سنة 1955. هو من الحائزين على جائزة غولدن غلوب. امتدت مسيرته الفنية لأكثر من 51 عاما. من أعماله هجوم على الملكة وشبكة العنكبوت.

## الجوائز
- جائزة غولدن غلوب لأفضل ممثل دراما
- كأس فولبي

## روابط خارجية
- أنتوني فرانشيوسا على موقع IMDb (الإنجليزية)
- أنتوني فرانشيوسا على موقع ألو سيني (الفرنسية)
- أنتوني فرانشيوسا على موقع ميوزك برينز (الإنجليزية)
- أنتوني فرانشيوسا على موقع تيرنر كلاسيك موفيز (الإنجليزية)
- أنتوني فرانشيوسا على موقع أول موفي (الإنجليزية)
- أنتوني فرانشيوسا على موقع قاعدة بيانات برودواي على الإنترنت (الإنجليزية)
- أنتوني فرانشيوسا على موقع قاعدة بيانات الأفلام السويدية (السويدية)
- أنتوني فرانشيوسا على موقع إن إن دي بي (الإنجليزية)
- أنتوني فرانشيوسا على موقع ديسكوغز (الإنجليزية)
- أنتوني فرانشيوسا على موقع قاعدة بيانات الفيلم (الإنجليزية)